# Jesper Bech
Jesper Bech, född 25 maj 1982, är en dansk före detta fotbollsspelare. 
Bech gjorde A-lagsdebut för FC Köpenhamn i april 2004 och gjorde under sin första säsong sju mål på nio matcher. Följande säsong lyckades han inte konkurrera sig till en plats i startelvan utan användes huvudsakligen som inhoppare.
Under sommaren 2005 kom Jesper Bech till Malmö FF som nyss sålt Markus Rosenberg till Ajax. Bech skulle vara en viktig förstärkning i Champions League-kvalet. Han inledde lovande men föll sedan ur form, precis som resten av Malmö FF under detta, med MFF:s ögon sett, misslyckade år. Bechs prestationer i Malmö FF gick upp och ner, och han fick aldrig ett genombrott i klubben. Han användes mest som mittfältare och gjorde bara ett allsvenskt mål, i en 5-0-seger mot Landskrona BoIS, innan han under sommaren 2006 såldes till Esbjerg i Superligaen. Där fick Bech en bra start, han hittade målformen på nytt och ledde ett tag den danska skytteligan.
Efter sejourer i Silkeborg IF och FC Roskilde avslutade Jesper Bech under 2016 sin spelarkarriär för att börja jobba heltid på Danske Bank.

## Landslagskarriär
Efter den strålande starten i Esbjerg sommaren och hösten 2006 fick Jesper Bech i november debutera för Danmark. Han byttes in mot Peter Løvenkrands i en vänskapsmatch mot Tjeckien. Tre år senare fick han chansen på nytt i en match mot USA i Århus.
Utöver de två officiella landskamperna gjorde Bech också nio matcher och fyra mål för det danska ligalandslaget.